# Aguadito de pollo
Aguadito de pollo, nebo jenom Aguadito, je hustá kuřecí polévka se zeleninou a rýží, tradiční pokrm peruánské kuchyně. Připravuje se hlavně v zimním období.

## Etymologie
Aguadito de pollo znamená španělsky vývar z kuřete. Peruánci této polévce také říkají levanta-muertos, což se dá přeložit jako probudit mrtvého a používají ji k zmírnění příznaků spojených s kocovinou.

## Příprava
Připravuje se z velkých kusů kuřecího masa. Mezi další používané suroviny patří rýže, brambory, kukuřice, hrách a další zelenina. Dochucuje se hlavně koriandrem a mletou paprikou. Někdy se také přidávají nudle. Právě kvůli koriandru má polévka často tmavě zelenou barvu.
Existují různé varianty této polévky, v nichž je kuřecí nahrazeno kachním či rybím masem anebo korýši.